# 立法
立法（、英: legislation）とは、行政および司法と並ぶ国家作用の一つである。形式的意味においては議会の議決を経て法律を制定することをいうが、実質的意味においては特定の法規範を定立させる国家作用のことである。この国家作用を行う権能を立法権という。

## 法規の意義

### 狭義説
この考え方は、19世紀の議会勢力が弱体であったころの立憲君主制の下で採用された見解である。一般的・抽象的な法規範のうち、国民の利益に最も関係のある「自由と財産」に関する権限だけを君主から奪い議会に留保するという考え方によるものである。大日本帝国憲法下における通説的な見解でもある。この考え方によると、国家組織を定める一般的な法規範などは立法の範疇に入らない。

### 広義説
およそ一般的・抽象的な法規範または命題をすべて含むとする説。
この考え方は、議会制民主主義の発展に伴い、前者の考え方では議会の守備範囲が狭すぎるという問題意識から採用されるに至った見解である。「一般的・抽象的」とは、不特定多数の人・場合・事件に適用される法規範であることを意味する。日本国憲法下で通説化した。

## 立法権の帰属
近代以後は、実質的意味における立法については議会の関与を必要とするのが一般的である。
日本においても、日本国憲法下では、国会は唯一の立法機関であるとされている（同憲法41条）。
国会中心立法の原則
国会による立法以外の実質的意味における立法は、憲法の特別の定めがある場合を除いて許されないという原則。例外として、両議院の規則制定権に基づく議院規則（同憲法58条2項）、最高裁判所の規則制定権に基づく最高裁判所規則（同憲法77条1項）、内閣の政令（同憲法73条6号）及び地方公共団体の条例（同憲法94条）がある。
国会単独立法の原則
国会による立法は、国会以外の機関の参与を必要としないで成立するという原則。例外として、地方特別法制定のための住民投票（同憲法95条）がある。

## 主な国の立法過程

### イギリス
- 【下院（庶民院）先議】第1議会→第2議会→委員会審査（通常は公法案委員会・早急時は全院委員会・特別委員会）→報告段階→第3議会[注釈 1]→上院での審議→国王の裁可→成立→公布
- 【上院（貴族院）先議】第1議会→第2議会→委員会審査（通常は全院委員会）→報告段階→第3議会[注釈 2]→下院での審議→国王の裁可→成立→公布

### ドイツ
- 政府→上院（連邦参議院）→政府→下院（ドイツ連邦議会）への法案提出→第1議会→委員会審査→第2議会・第3議会→上院での審議
  - →同意法案
    - 同意→大統領の認証→公布
    - 上院による両院協議会の招集要求→両院協議会
      - 修正→下院→上院→同意→大統領の認証→公布
      - 修正なし→上院→同意→大統領の認証→公布

  - →異議法案
    - 承認→大統領の認証→公布
    - 上院による両院協議会の招集要求→両院協議会
      - 修正→下院→上院→承認→大統領の認証→公布
      - 修正なし→上院
        - 承認→大統領の認証→公布
        - 異議→下院→異議の却下→大統領の認証→公布
- 下院議員→下院への法案提出→（以下同じ）
- 上院→政府→下院への法案提出→（以下同じ）

### アメリカ
- 【下院先議】第1議会に法案提出→（小委員会審査）→委員会審査（公聴会・逐条審議・審査報告）[注釈 3]→本会議での審議（全院委員会〈第2議会〉へ移行→最終評決〈第3議会〉→上院での審議
  - →両院一致→大統領の署名
    - →署名されれば成立
    - →拒否権
      - →廃案
      - →両議院の出席議員の2/3の再議決→成立

  - →両院不一致
    - →両院協議会→各院での成案の承認→大統領の署名→（以下同じ）
    - →両院の往復→大統領の署名→（以下同じ）
- 【上院先議】法案提出（第1議会・第2議会）→（小委員会審査）→委員会審査（公聴会・逐条審議・審査報告→本会議での審議（最終評決（第3議会））→下院での審議→（以下同じ）